# Otto Herwig

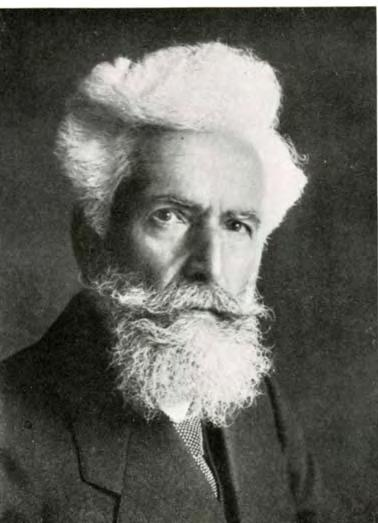
Otto Herwig, 1900

Otto Herwig (* 9. März 1852 in Hanau; † 16. Dezember 1926 in Arosa) war ein deutsch-schweizerischer Mediziner, der aus gesundheitlichen Gründen in die Schweiz kam, das Schweizer Bürgerrecht annahm und den Luftkurort Arosa begründete.

## Leben
Otto Herwig wuchs als Sohn des Rektors Karl Herwig in Hanau auf. Neben dem Gymnasium nahm er Musikunterricht und besuchte die Zeichenakademie. Er studierte in Tübingen (Mitglied der Studentenverbindung Normannia)  und Leipzig Medizin, begann seine ärztliche Tätigkeit in Franken und liess sich dann in Stuttgart als Arzt nieder. Durch Überarbeitung zog er sich ein Lungenleiden zu und kam im Januar 1882 als Patient nach Davos.

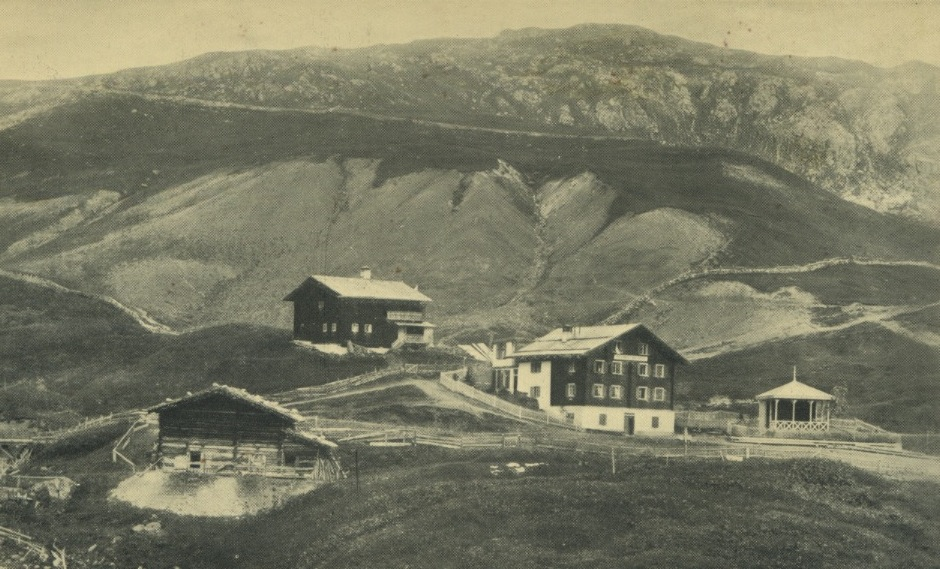
Pension Brunold, Leinegga, Arosa 1890

Im Frühjahr 1883 wanderte er über den schneebedeckten Strelapass nach Langwies, wo die schmale Strasse von Chur endete. Von dort ging er auf dem Fussweg nach Arosa, das damals 63 Einwohner hatte. Er logierte in der Pension Brunold, Leinegga, machte Aufzeichnungen über das Aroser Klima (Sonneneinstrahlung, Temperaturen, Wind usw.) und fand, dass es sich noch besser für Kuraufenthalte eignen würde, als dasjenige von Davos. Er liess sich in Arosa nieder und baute 1883 auf dem Grundstück am Südabhang des «Tschuggen» mit der längsten Sonnenscheindauer (beim heutigen Panarosa) ein Haus. Er heiratete die Aroserin Magreth Hold und wurde 1923 Bürger von Arosa.

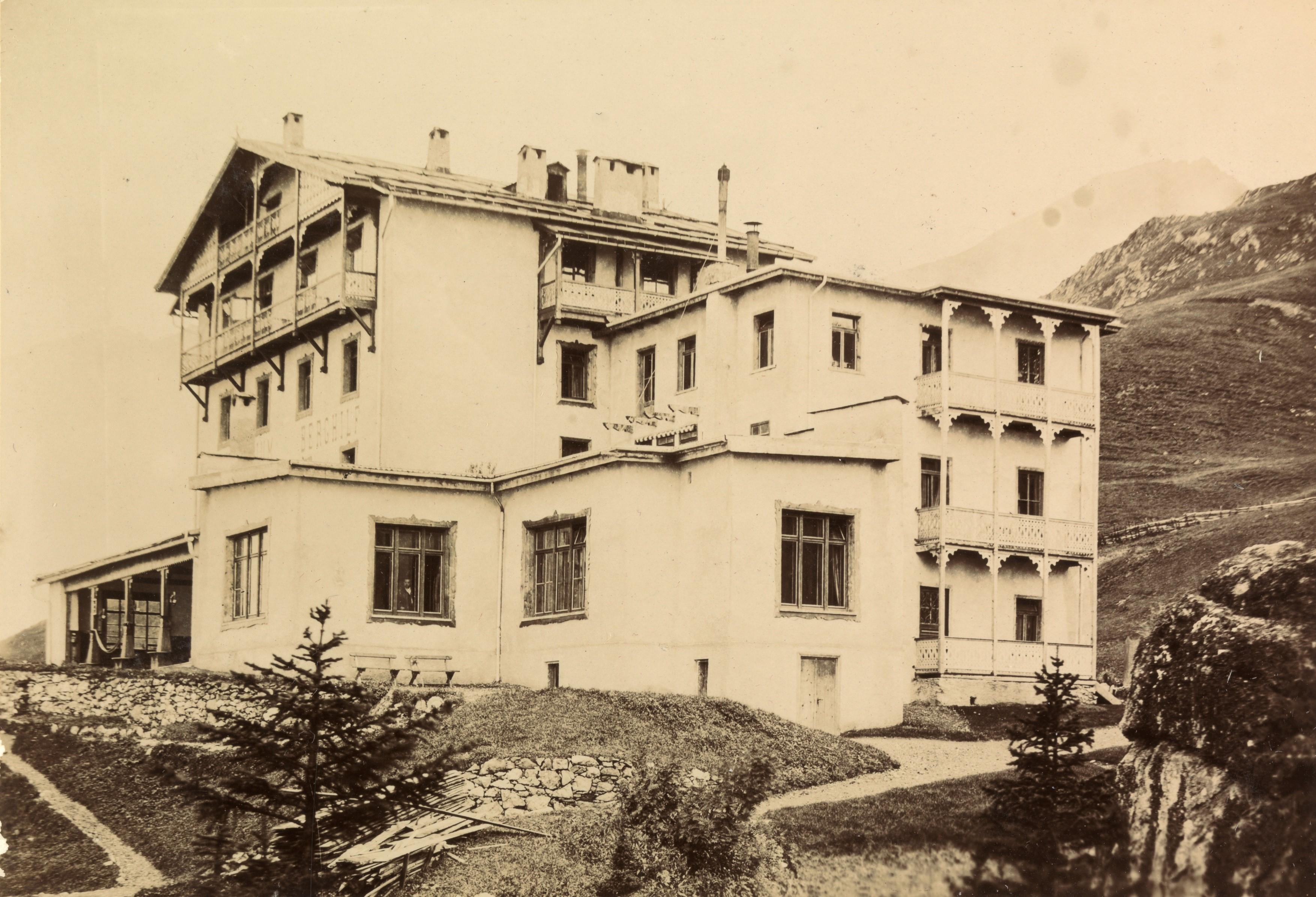
Sanatorium Berghilf, Arosa 1890

Gemeinsam mit seiner Schwester Marie Herwig errichtete er 1888 auf dem Areal des heutigen Tschuggen Grand Hotel das erste, auch für den Winter eingerichtete «Sanatorium Berghilf» (später in «Sanatorium Arosa» umbenannt). Als es zu geschäftlichen Differenzen mit der Schwester kam, trat er aus dem Berghilf aus und liess sein Haus zum «Sanatorium Villa Dr. Herwig» ausbauen, wo er seine Patienten betreute.

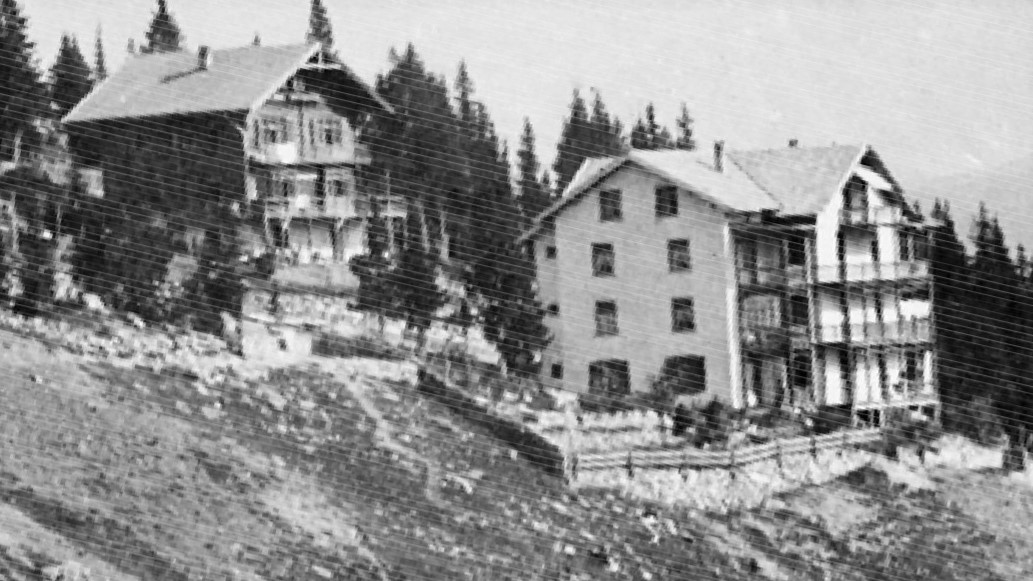
Sanatorium Villa Dr. Herwig, 1890 (unten)

Um sich im Winter im tiefen Schnee Anfang der 1880er Jahre besser fortbewegen zu können, liess er Skis aus Skandinavien kommen und war damit der erste Skifahrer in Arosa. Herwig gilt als der eigentliche Entdecker von Arosa. Er begleitete die Entwicklung des kleinen Ortes und wirkte als Arzt und Mensch. In seinem Hause wurde die Kammermusik gepflegt. Mit Kollegen und Patienten spielte er vor allem klassische Musik. In seiner Freizeit zeichnete und malte er und beschäftigte sich mit botanischen Studien und der Klimaforschung. Er machte von 1884 bis 1890 schriftliche Witterungsbeobachtungen als Vorläufer der «medizinischen Klimatologie». Seit 1889 gehört die Station Arosa zum Schweizerischen Meteorologischen Beobachtungsnetz.
Otto Herwig wurde 1922 in Anerkennung seiner Verdienste um Arosa zum Ehrenbürger ernannt. Er starb 1926 im Alter von 74 Jahren an einem Schlaganfall.
Sein Sohn Otto Herwig übernahm 1933 das Sanatorium Villa Herwig als ausgebildeter Lungenfacharzt. Mit der medikamentösen Behandlung der Tuberkulose kamen weniger Gäste in die Villa Herwig und Otto Herwig eröffnete im Haus Erosen eine Praxis als Allgemeinarzt und für Sportunfälle. Otto Herwigs Enkel Klaus und Walter wurden ebenfalls Ärzte und hatten Arztpraxen in Arosa und Chur.